# Дмитров, Игорь Фёдорович
Игорь Фёдорович Дмитров (9 октября 1983, Калуш — 20 февраля 2014, Киев) — украинский общественный активист, участник Евромайдана, Герой Украины (2014, посмертно).
Родился и жил в Калуше на северо-западе Ивано-Франковской области, центр Калушского района.
Переехал в село Копанки Калушского района, где самостоятельно построил дом.

## На Майдане
Впервые приехал на Майдан в начале февраля. Второй раз поехал вместе с друзьями 18 февраля вечером автобусом из Ивано-Франковска, не предупредив никого из родных и близких. Был все время на передовой. Погиб одним из первых во время контратаки на ул. Институтской от четырёх огнестрельных ранений, которые повредили легкое, почку и аорту. 20 февраля около 17:00 поступила официальная информация из Киевской городской клинической больницы № 17 о том, что Дмитров умер.

## Память
22 февраля 2014 года в Калуше в ПК «Минерал» до утра 23 февраля проходила гражданская панихида по Дмитрову. Днем тело было перевезено для прощания из Калуши до родного дома в селе Копанки. 24 февраля в Одессе состоялись похороны.
25 февраля 2014 года Игорю Дмитрову было присвоено звание «Почетный гражданин города Калуш» (посмертно).
28 февраля 2014 года, на 9 день от гибели, в церкви святого Архистратига Михаила Калужского деканата УГКЦ состоялось чествование памяти Игоря Дмитрова.
17 апреля 2014 года в Калуше на доме, где родился и вырос Игорь Дмитров, была открыта мемориальная доска.

### Награды
21 ноября 2014 присвоено звание Герой Украины с вручением ордена «Золотая Звезда» (посмертно) — за гражданское мужество, патриотизм, героическое отстаивание конституционных принципов демократии, прав и свобод человека, самоотверженное служение Украинскому народу, обнаруженные во время Революции достоинства.
- Медаль «За жертвенность и любовь к Украине» (УПЦ КП, июнь 2015) (посмертно)[4]